# Camponotus fervidus
Camponotus fervidus é uma espécie de inseto do gênero Camponotus, pertencente à família Formicidae.